# Градинар (позоришна представа)
Градинар је позоришна представа коју су режирали и адаптирали Милан Буњевац и Милош Жутић према истоименом делу Тагореа.
Избор музике радио је Михаило Тошић.
Премијерно приказивање било је 27. децембра 1958. у позоришту ДАДОВ.
У питању је прва премијера у историјату омладинског позоришта ДАДОВ.
Представа је током наредних деценија више пута поново постављена са измењеном глумачком поставком и екипом.

## Улоге
| Лица | Глумци              |
| ---- | ------------------- |
|      | Свјетлана Ракић     |
|      | Марија Манојлов     |
|      | Светлана Ристић     |
|      | Нинослава Радошевић |
|      | Ружица Ковачевић    |
|      | Јелисавета Саблић   |
|      | Мирјана Радојловић  |
|      | Олга Шоргић         |
|      | Војислав Васић      |
|      | Вук Стамболовић     |
|      | Милан Буњевац       |
|      | Србољуб Милин       |
|      | Милош Жутић         |